# Mastinomorphus rufescens
Mastinomorphus rufescens är en skalbaggsart som först beskrevs av Maurice Pic 1938.  Mastinomorphus rufescens ingår i släktet Mastinomorphus och familjen Phengodidae. Inga underarter finns listade i Catalogue of Life.